# トムス・スクインス
トムス・スクインス（ Toms Skujiņš、1991年6月15日 - ）は、ラトビア、スィグルダ出身の自転車競技（ロードレース）選手。

## 経歴
2015年、ツアー・オブ・カリフォルニア第3ステージにて、50kmに渡る独走の末優勝しリーダージャージに袖を通した。
2016年、ツアー・オブ・カリフォルニア第5ステージにて二年連続の逃げ切り勝利。
2017年、セッティマーナ・インテルナツィオナーレ・ディ・コッピ・エ・バルタリ第2ステージにて区間優勝。
2018年、トレック・セガフレードに移籍。チャレンジ・ブエルタ・ア・マリョルカ第3戦にて移籍後、幸先の良い勝利。

## 主な戦績

### 2013年
- ツール・ド・ブリダ　区間優勝（第2ステージ）
- クルス・ドゥ・ラ・ペ・U23　総合優勝（第3ステージ優勝）
- ラトビア選手権・U23　優勝（ロードレース）
- ヨーロッパ選手権・U23　3位（ロードレース）

### 2014年
- ツール・ド・ボース　総合優勝、ポイント賞、新人賞（第2、5ステージ優勝）

### 2015年
- ツアー・オブ・カリフォルニア　区間優勝（第3ステージ）
- ウィンストン・セーラム・サイクリング・クラシック　優勝

### 2016年
- ツアー・オブ・カリフォルニア　区間優勝（第5ステージ）

### 2017年
- セッティマーナ・インテルナツィオナーレ・ディ・コッピ・エ・バルタリ　総合2位（第2ステージ優勝）

### 2018年
- チャレンジ・ブエルタ・ア・マリョルカ　優勝（第3戦）
- ツアー・オブ・カリフォルニア　 山岳賞（第3ステージ優勝）
- ラトビア選手権　個人タイムトライアル 優勝
- トレ・ヴァッリ・ヴァレジーネ　優勝

### 2019年
- ラトビア選手権　個人ロードレース 優勝

### 2021年
- ラトビア選手権　個人タイムトライアル 優勝
- ラトビア選手権　個人ロードレース 優勝

### 2022年
- ツール・ド・ロマンディ  山岳賞
- ラトビア選手権　個人タイムトライアル 優勝

### 2023年
- ラトビア選手権　個人タイムトライアル 優勝

### 2024年
- ロード世界選手権 4位
- 宇都宮ジャパンカップクリテリウム優勝

### 2025年
- ラトビア選手権　個人タイムトライアル 優勝
- ラトビア選手権　個人ロードレース 優勝